# Église Notre-Dame de Lencloître
L'église Notre-Dame de Lencloître (Vienne) est une fondation monastique liée à Robert d'Arbrissel, le fondateur de l'abbaye de Fontevraud. Elle présente une architecture et un décor d'époque romane. 
Cette église fait l’objet d’un classement au titre des monuments historiques depuis le 19 mars 1908.

## Historique
Entre 1106 et 1109, Robert d'Arbrissel(vers 1047 - vers 1117) fonde un prieuré relevant de l'ordre de Fontevrault sur les terres de Gironde, dans la vallée de L'Envigne. L'église Notre Dame est l'ancienne église de ce prieuré. Les bâtiments s'édifièrent sur ces terres données par le vicomte de Châtellerault, Aimery. Il a bénéficié, aussi, d'un don de Roland de Piolan qui lui cède la jouissance d'un moulin. 
Le prieuré dépendait directement de l'abbaye mère, l'abbaye de Fontevraud. Comme toutes les fondations de l'ordre de Fontevrault créé par Robert d'Arbrissel, le prieuré accueillait des hommes et des femmes, placés sous l'autorité d'une femme. Le prieuré comprenait donc, au moins, un couvent de moines et un couvent de moniales. Au départ, il était prévu pour accueillir 20 ou 30 religieux(ses). 
Le prieuré est ruiné en partie pendant les guerres de Religion. En effet, le prieuré est pillé et incendié par les troupes protestantes de La Loue qui se sont emparées de Chatellerault sur l'ordre de l'Amiral de Coligny. Par ailleurs, la discipline, au fil des siècles, avait fléchi, comme dans la maison mère. Les abbesses étaient élues plus en fonction de leur richesse, de leur rang et de leur relation que de leur piété et leurs qualités monastiques. Les couvents d'hommes se rebellaient contre la domination des abbesses.
Le XVIIe siècle va voir la renaissance du prieuré. Sa reconstruction définitive résulte de l'installation de la coadjutrice de l'ordre de Fontevraud, Antoinette d'Orléans, cousine du roi français Henri IV (roi de France) en 1611. Pour assurer le financement des travaux, elle sollicite de la reine Marie de Médicis et de son fils, le roi Louis XIII, le droit de tenir des foires régulières et de prélever des taxes sur tout ce qui s'y vend. De 1611 à 1617, le couvent est agrandi et aménagé afin de recevoir une centaine de religieuses et autant de moines. Le séjour d'Antoinette d'Orléans marque un temps fort de la contre-réforme catholique au début du XVIIe siècle. Sous son influence, le couvent devient un lieu de forte spiritualité qui rayonne sur le Bretagne et la Vendée.
En 1664, les revenus du prieuré sont de 10 000 livres. En 1790, ils ne sont plus que de 5 962 livres, symbolisant ainsi le lent déclin du prieuré. Pendant la Révolution française, les religieuses sont chassées de l'établissement. Les bâtiments sont vendus comme biens nationaux. Ils sont transformés en écuries et en parcs à fourrage.
En 1805, le prieuré Notre-Dame devint l'église paroissiale de la nouvelle commune dénommée Lencloître.
En 2014, par décret de l'archevêque de Poitiers, Mgr Pascal Wintzer, du 29 juin, la paroisse de Lencloître est supprimée et une nouvelle paroisse, Sainte-Thérèse-de-l'Enfant-Jésus en Châtelleraudais, est érigée. Elle est composée de 17 anciennes paroisses dont Lencloître. Ce décret entre en application le 2 septembre 2014. Une messe y est célébrée les dimanches à 9h30 et les vendredis à 9h.
Les prieurés de Villesalem et celui de Lencloître sont les seuls des six prieurés construits dans le territoire du département actuel de la Vienne à exister encore de nos jours, même s'il est toujours possible encore de voir les bâtiments des XVe et XVIe siècles de l'ancien prieuré de Montazais (commune de Savigné) devenus de nos jours une exploitation agricole.

## Description
Le prieuré ressemble à l'abbaye de Fontevraud par l'orientation des bâtiments, le nombre identique de salles et une ornementation similaire. Il pourrait avoir été construit par le même architecte. Elle est d'une remarquable homogénéité, n'ayant subi ou à peine, aucune addition ni modification au cours des siècles. Elle est d'un style accompli de  roman poitevin.

### Aspect extérieur
L'église Notre Dame est construite en tuffeau. C'est un calcaire très tendre qui résiste mal aux intempéries. L'église a donc subi plusieurs restaurations dont la dernière lui a rendu sa blancheur.
Elle présente un clocher à deux niveaux, situé à la croisée du transept. Le clocher est surmonté d'une petite flèche. Le clocher est carré avec des arêtes amorties par des colonnettes logées dans des retraits.
Les murs de l'abside orientale et des absidioles sont animés par des colonnes engagées. Sur l'abside, au-dessus des fenêtres en plein cintre, une série de petits arcs repose en alternance sur des modillons et sur des colonnes. L'appui des fenêtres à colonnettes est appareillé en gradins et leurs cintres sont décorés de rinceaux.
Le mur nord de la nef est plus soigné que le mur sud. Ce dernier donnait sur le cloître. Des cordons entourent les baies et s'étirent entre les contreforts. Ils sont ornés de palmettes et de rosaces. Une porte en plein cintre a conservé un décor géométrique en meilleur état que celui du portail occidental : palmettes, pointes de diamants, tores, losanges, galons, perles. Ce type de décor est très fréquent dans le Châtelleraudais. Le mur nord, le transept et l'abside sont couronnés par une corniche à arcatures qui reposent sur des modillons sculptés.
Ces modillons représentent des animaux et des masques stylisés difficilement reconnaissables. À l'époque romane, l'Eglise, havre de paix et du salut, était largement considérée comme environnée par des forces menaçantes. L'effroi symbolique procuré par ces figures apotropaïques devaient maintenir les êtres comme les forces démoniaques loin de la cité divine. Par ailleurs, certaines sculptures sont des félins ou des ours montrant leurs dents et l'une d'elles présente un loup dévorant un homme. Les félins incarnent les forces maléfiques. Le loup, en tant qu'animal féroce et vorace, symbolise le mal. Il représente les dangers du monde hostile dans lequel vivaient les paysans du Moyen Âge. L'ours, avec sa faculté de se dresser sur ses pattes postérieures, fait penser à l'homme, sans pour autant, être l’ami de l'homme. L'ours signifie la violence et la cruauté, celles qui existent en chaque homme. L'ours vivant dans des grottes, il semble issu des entrailles infernales de la terre. Un autre modillon représente un monstre qui dévore un individu. C'est l'homme encore entièrement dominé par son animalité. Cet homme ne peut pas pénétrer dans la cité divine et reste donc à l'extérieur de l'église.
La façade ouest a été fortifiée au cours du XVe siècle : deux tourelles qui, peut-être, étaient reliées par un chemin de ronde ont transformé l'édifice en un bâtiment défensif, signe de l'insécurité constante de cette période marquée par le conflit entre Français et Anglais. À la même époque, une grande baie fut ouverte dans la façade occidentale.

### Aspect intérieur
L'église présente un plan classique en croix latine : une nef à collatéraux, un transept saillant pourvu d'absidioles, une croisée sur laquelle s'élève un clocher, un chœur profond qui se termine par une abside.

#### La nef
La voûte en berceau brisé de la nef est contrebutée par les voûtes d'arêtes des collatéraux. Ce type de construction est fréquent dans le Poitou. Ce parti pris permettait de libérer les murs gouttereaux de la charge directe des voûtes et en facilitait le percement de baies hautes. L'apport de la lumière, symbole du divin, était plus important.
L'apparition de la voûte en berceau brisé, mal datée, remonterait à la fin du XIe siècle puisqu'elle a été employée à l'église de Parthenay-le-Vieux, dans le département des Deux-Sèvres. Cette technique qui assure une pression verticale sur les supports constitue un net progrès sur la voûte en plein cintre qui, elle, exerce des poussées latérales sur les murs et tend à les faire déverser.
Les arcades de la nef sont portées par des faisceaux de huit colonnes dont les chapiteaux, parfois très restaurés, sont sculptés de feuilles lisses et plates, de lions, d'oiseaux, de monstres ou de dragons. 
Parmi ces chapiteaux dont l'interprétation n'est pas toujours aisée, il est possible de découvrir :
- des oiseaux dévorant des raisins entourés de calices pouvant symboliser l'Eucharistie
- un lézard à deux têtes de dragon. C'est une représentation originale de l'aspic.
- une tête monstrueuse sortant des feuillages dont on ne voit pas le bas de la mâchoire comme si le monstre était en train d'engloutir la colonne. C'est le Dévoreur. Le dévoreur avale les hommes par la tête, quelquefois si vite qu'on ne voit plus que les jambes qui dépassent encore de la gueule du monstre. Le dévoreur symbolise la bouche de l'Enfer.
- la sculpture de trois têtes de personnage avec des barbes.
- une chimère avec une queue de serpent, des ailes, des pattes de lion, un corps et un cou de lézard et une tête léonine. Ce pourrait être la représentation d'un basilic. Le basilic était au Moyen Âge, un monstre hybride que l'on considérait comme une manifestation de Satan. Son regard transforme en pierre toute personne et son haleine est empoisonnée. Le basilic représente le mal, suggéré par la monstruosité de ses origines contre nature : il serait né d'un œuf rond, pondu par un vieux coq et couvé dans le fumier par un crapaud. Le basilic, assimilé au serpent, est l'instigateur du péché d'où sa  présence sur plusieurs chapiteaux dans ce prieuré de femmes.
- une représentation du tricéphale. Le tricéphale est un dieu avec trois visages. Ici, on voit sur un chapiteau une face centrale monstrueuse d'où partent deux tiges au bout desquelles pendent deux visages/masques. Ces trois visages/masques représentent une même réalité trompeuse.
- des aigles entourés de végétation. L'aigle est l'attribut du Christ dont il proclame l'ascension dans le ciel. L'aigle peut, donc, être assimilé au Christ montant aux cieux.
- une chimère composée d'une queue de poisson, des ailes et une tête de lion sur un corps de dragon. Le poisson est un symbole ambivalent de bénédiction ou de malédiction comme tout ce qui est issu des profondeurs aquatiques. La queue est par ailleurs une caractéristique de l'animalité. La queue de poisson appartenant à un être hybride ne peut être qu'un symbole maléfique (voir la symbolique des sirènes).
- un lion dont la tête se retourne vers l'arrière. Le lion est un symbole de force et d'orgueil.
- deux oiseaux buvant dans un calice. Ils représentent les âmes qui boivent à la source de la mémoire. C'est un emprunt de l'Église à l'iconographie traditionnelle romaine. Pour le chrétien, cette image est le symbole de l'Eucharistie : "Vous puiserez l'eau avec joie aux sources du salut" (Isaïe, 12-3). Elle est courante dans les églises romanes du département de la Vienne. On la retrouve à l'église Saint-Pierre de Chauvigny, au Prieuré de Villesalem, à l'église de Bonneuil-Matours, à l'église de Civaux, à l'église de Liniers.
- des masques d'hommes qui sont représentés avec une barbe importante, une moustache et des cheveux. La chevelure est un symbole de vanité et de luxure; l'homme avec une barbe peut être le symbole de vieil homme, c'est-à-dire de l'homme dans le péché. Ces masques peuvent être une image de la vanité de l'homme dans le péché.

#### La croisée du transept
La croisée du transept est couverte d'une coupole sur pendentifs; moins commune dans la région que les coupoles sur trompes. Les deux techniques étaient utilisées pour passer du plan carré de la croisée, symbole de la terre, à la forme ronde de la coupole, symbole du ciel. Le pendentif adopte la forme d'un triangle inversé, tandis que la trompe est une petite voûte. À Lencoître, comme à l'abbaye de Fontevraud, les pendentifs reposent sur des colonnettes. 
Sur les piles de la croisée du transept, un cordon de gros boutons stylisés s'élève entre les colonnes, renforçant visuellement l'impression de hauteur.
Les bases des piliers de la nef ont été enfoncées lors d'une surélévation du dallage.

#### Le chœur
Les peintures des murs et les chapiteaux du chœur sont l’œuvre d'une restauration du XIXe siècle.
Tout comme pour les chapiteaux de la nef, nombre d'entre eux représentent des dragons et des chimères. L'interprétation des scènes voire leur sculpture n'est pas toujours aisée. Toutefois, il est possible de reconnaitre sous la peinture du XIXe siècle:
- un lion qui pourra symboliser en cet endroit, le Christ qui a eu la force nécessaire pour vaincre le Diable
- un griffon est une chimère. Il réunit les attributs du roi des quadrupèdes, le lion, et du roi des oiseaux, l'aigle. Ainsi constitué par le corps et les pattes du premier, symbole de vigilance, de justice et d'orgueil et par les ailes et la tête du second, symbole de l'ascension du Christ, il représente la lutte du Bien contre le Mal. Il symbolise aussi la nature matérielle (le lion) et spirituelle (l'aigle) de l'homme et la complexité des forces qui l'agitent.
- un personnage qui tire la langue. de sa bouche, sortent des volutes de feuillage. La langue est le symbole de la parole. Celle qui sort de la bouche correspond à la parole écoutée. Les volutes de feuillage correspondent à la parole divine, toujours vivante. L'ensemble est donc une image de la présence et de la transmission du message du Christ.
- une colombe symbolisant la présence de l'Esprit Saint.
- deux oiseaux buvant dans un calice.
- des oiseaux se lissant les ailes. Les oiseaux, du fait de leur appartenance au ciel, ont symboliquement un rapport avec le divin. Ils indiquent la présence divine et l'éveil spirituel.

#### La tribune
La tribune est de style Renaissance.

## Mobilier
Les prieurés de l'ordre de Fontevraud, prospères, possédaient de nombreuses œuvres d'art.
Le prieuré de Lencloître est doté d'une collection de tableaux dont le plus remarquable est un triptyque du XVIe siècle d'inspiration flamande. Consacré à la Passion du Christ, il est illustré du Portement de la Croix, de la Crucifixion et de la Déposition du Corps du Christ. Une prieure de Lencloître y est représentée à genoux. Ce sont trois peintures à huile sur toile. Le triptyque est situé dans le chœur de l'église.
Un tableau représentant Marie Madeleine sous les traits de Louise de Bourbon. Louise de Bourbon fut abbesse de l'abbaye de Fontevraud de 1533 à 1575. Le tableau est en bois peint. Il est situé dans le bras gauche du transept. Le tableau a été volé et il est, de nos jours, remplacé par sa représentation photographique.
D'autres tableaux représentent :
- Un ange purifiant les lèvres d'Isaïe avec un charbon ardent. Il date du XVIIe siècle.
- Saint Antoine, ermite, avec un donateur à genoux. L’œuvre est datée de la fin du XVIe siècle.
- Le Martyre de Saint Laurent. le tableau est du XVIIe siècle.
- Saint Pierre et Saint Paul.
- La Vierge à l'Enfant.
- Saint Alexis, confesseur.
- Ecce Homo
- La multiplication des pains.
- Deux sculptures sur bois décrivant le Baptême du Christ et l'Assomption.

## Les bâtiments conventuels
- Le couvent comportait un cloître, vaste espace carré bordé de galeries couvertes et appuyé d'un côté sur la nef de l'église. À Lencloître, le cloître était sur le côté sud de l'église.

- Les bâtiments conventuels sont disposés autour d'une cour carrée. Les différents édifices sont en tuffeau et présentent une architecture simple et fonctionnelle. Ils ouvrent directement sur un préau découvert. Au rez-de-chaussée, le chapitre, le réfectoire et la sacristie occupaient l'espace compris entre le cloître  et les jardins. Un noviciat y a été ajouté. Une arcade aménagée dans le cloître permettait de pénétrer directement dans l'église Notre-Dame. Cette entrée n'existe plus  de nos jours mais sa trace est toujours visible sur le mur sud de la nef de l'église. Les bâtiments ont été rachetés par la commune en 1828 et abritent de nos jours des services publics.

- Le pigeonnier rond du XVIIe siècle est l'un des bâtiments du vaste ensemble conventuel. Le pigeonnier était élevé entre deux cloîtres et séparait celui des femmes des hommes comme au prieuré de Villesalem. Le pigeonnier contenait 1200 boulins ou niches destinées à la nidification des pigeons. L'échelle de visite pivotante existe toujours.

- Le porche de l'Hostellerie du prieuré est situé, de nos jours, place de l'église. Ce porche marquait l'entrée de l'ancienne hostellerie du prieuré. Sur le fronton a été conservé un lion sculpté, emblème des armoiries fontevristes. Des pèlerins faisaient étape au prieuré qui accueillait aussi des personnages de marques comme le cardinal de Richelieu, le père Joseph du Tremblay (le confesseur du cardinal), ou Antoinette d'Orléans.

### Liens externes

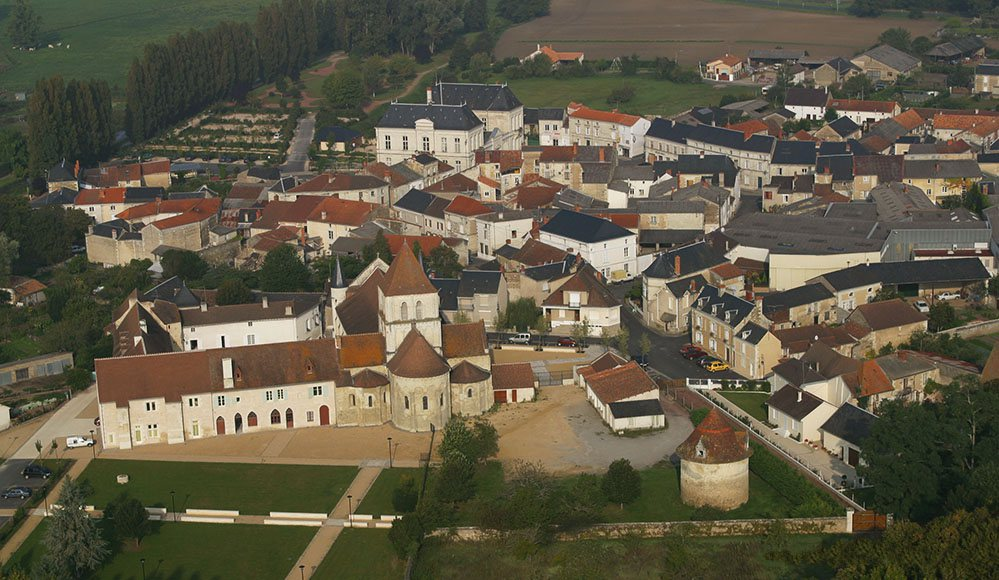
Vue aérienne est de Lencloître, avec, au premier plan, son église du XIIe siècle